# Mithly
Mithly es una revista árabe sobre temas LGBT editada mensualmente. Es la primera revista en papel orientada a un público homosexual que se imprime en el mundo araboislámico.
El nombre es un juego de palabras que significa «homosexual» y «yo mismo» en lengua árabe.

## Historia
Lanzada en 2007, por el activista Samir Bargachi, inicialmente como un boletín de noticias, tras participar en una conferencia sobre el VIH en Madrid. Empezó como una publicación trimestral «en línea» con la idea de potenciar las redes de apoyo entre homosexuales, educar sobre las enfermedades de transmisión sexual y discutir sobre derechos y asuntos de interés para el colectivo LGBT.
Fue presentada originalmente como una revista de estilo de vida LGBT con un enfoque en hombres gays con cobertura principal sobre entretenimiento, viajes, y mención ocasional de asuntos políticos. Con la evolución de la revista, se convirtió en una revista bimestral en 2009 y luego mensual en 2010, y su contenido se concentró más en el entretenimiento y se alejó de la política.
Su versión impresa salió a la calle por primera vez el 1 de abril de 2010 , aunque no sin grandes dificultades para ser impresa y de forma totalmente clandestina. Mithly, editada por el grupo Kifkif («de igual a igual» en árabe) que agrupa a gays, lesbianas, bisexuales y transexuales, suposo un desafío a la autoridad y una apuesta arriesgada en un país donde ser homosexual está penado por ley.